# Guilt (serial telewizyjny)
Guilt – amerykański serial telewizyjny (dramat kryminalny, thriller) wyprodukowany przez BV Family Productions i Sea to Sky Entertainment. Stworzony przez Kathryn Price i  Nichole Millard. Serial był emitowany od 13 czerwca 2016 roku do 22 sierpnia 2016 roku przez Freeform

21 października 2016 roku, stacja Freeform ogłosiła anulowanie serialu po jednym sezonie

## Fabuła
Akcja serialu dzieje się w Londynie, gdzie Grace, amerykańska studentka, staje się główną podejrzaną w sprawie brutalnego morderstwa swojej współlokatorki.

## Obsada

### Główna
- Emily Tremaine jako Natalie, prokurator, siostra Grace[3]
- Daisy Head jako Grace[4]
- Cristian Solimeno jako D.S. Bruno, detektyw Scotland Yardu[5]
- Kevin Ryan jako Patrick[4]
- Zachary Fall jako Luc, chłopak Grace[4]
- Simona Brown jako Roz[5]
- Sam Cassidy jako książę Theo[5]

### Drugoplanow
- Billy Zane jako Stan[4]
- Naomi Ryan jako Gwendolyn, koroner[5]
- Dinita Gohill jako Meera[5]
- Danny Bage jako "Clubber"
- Anthony Stewart Head jako James Luhe, ojczym Grace[6]

## Odcinki
| Sezon | Sezon | Odcinki | Oryginalna emisja | Oryginalna emisja | Oryginalna emisja | Oryginalna emisja | Oryginalna emisja |
| Sezon | Sezon | Odcinki | Premiera sezonu   | Finał sezonu      | Premiera sezonu   | Finał sezonu      |                   |
| ----- | ----- | ------- | ----------------- | ----------------- | ----------------- | ----------------- | ----------------- |
|       | 1     | 10      | 13 czerwca 2016   | 22 sierpnia 2016  | brak danych       | brak danych       |                   |

### Sezon 1 (2016)
| #  | Tytuł                 | Reżyseria                 | Scenariusz                     | Premiera Freeform | Premiera     |
| -- | --------------------- | ------------------------- | ------------------------------ | ----------------- | ------------ |
| 1  | Pilot                 | Gary Fleder               | Kathryn Price, Nichole Millard | 13 czerwca 2016   | nieemitowany |
| 2  | #AmericanPsycho       | Gary Fleder               | Kathryn Price, Nichole Millard | 20 czerwca 2016   | nieemitowany |
| 3  | Exit Wounds           | Larry Shaw                | Nelson Soler                   | 27 czerwca 2016   | nieemitowany |
| 4  | Blood Ties            | Larry Shaw                | Shaina Fewell                  | 11 lipca 2016     | nieemitowany |
| 5  | The Eye of the Needle | Elizabeth Allen Rosenbaum | Todd Slavkin, Darren Swimmer   | 18 lipca 2016     | nieemitowany |
| 6  | A Simple Plan         | Elizabeth Allen Rosenbaum | Elle Triedman                  | 25 lipca 2016     | nieemitowany |
| 7  | A Fall from Grace     | Mairzee Almas             | Fredrick Kotto                 | 1 sierpnia 2016   | nieemitowany |
| 8  | Eyes Wide Open        | Mairzee Almas             | Bryan Q. Miller                | 8 sierpnia 2016   | nieemitowany |
| 9  | The Crown v Atwood    | Larry Shaw                | Todd Slavkin, Darren Swimmer   | 15 sierpnia 2016  | nieemitowany |
| 10 | What Did You Do?      | Larry Shaw                | Kathryn Price, Nichole Millard | 22 sierpnia 2016  | nieemitowany |

## Produkcja
25 czerwca 2015 roku, stacja Freeform ogłosiła zamówienie pilota serialu. W sierpniu 2015 roku, ogłoszono, że do serialu dołączyli: Billy Zane, Daisy Head, Zachary Fall, Katrina Law i Kevin Ryan. W tym samym miesiącu do projektu dołączyli: Cristian Solimeno, Naomi Ryan, Zachary Fall, Simona Brown, Sam Cassidy oraz Dinita Gohill. 9 listopada 2015 roku, stacja Freeform zamówiła pierwszy sezon serialu "Guilt", który nawiązuje do prawdziwej historii Amandy Knox i morderstwa Meredith Kercher we Włoszech z 2007 roku. W lutym 2016 roku, ogłoszono, że aktorka Emily Tremaine zagra główną rolę, zastąpi Katrina Law. W marcu 2016 roku, Anthony Stewart Head dołączył do serialu jako ojczym Grace.